# ماريوس يونسكو
ماريوس يونسكو (بالرومانية: Marius Ionescu)‏ هو عداء مراثوني روماني، ولد في 18 ديسمبر 1984 في كرايوفا في رومانيا.

## وصلات خارجية
- ماريوس يونسكو على موقع الاتحاد الدولي لألعاب القوى (الإنجليزية)
- ماريوس يونسكو على موقع أوليمبيديا (الإنجليزية)
- ماريوس يونسكو على موقع اللجنة الأولمبية الرومانية (الرومانية)